# Albrecht von Kalckstein
Albrecht von Kalckstein (* 4. November 1592 in Wogau; † 26. Mai 1667 in Königsberg) war preußischer Graf, kursächsischer und brandenburgischer Generalleutnant und Gegner des Kurfürsten von Brandenburg Friedrich Wilhelm.

## Leben

### Familie
Albrecht von Kalckstein war Sohn von Jakob von Kalckstein (1544 bis nach 1623) und Margarethe von der Groeben († nach 1592).

### Militärische Laufbahn
Albrecht von Kalckstein war als Offizier im kursächsischen und später im polnischen Dienst tätig. 1625 wurde er zum Rittmeister und 1631 als Kompaniechef einer Reiterkompanie zum Oberstleutnant befördert. 1632 erhielt er noch zusätzlich den Befehl über ein Dragoner-Regiment (am 18. Juni 1632 auf der Albrechtsburg gemustert). 1633 war seine Kompanien mit dem Rückdrängen der kroatischen Verbände, die nach Böhmen bei Böhmisch-Kamnitz einfielen, befasst. 1634 lag sein Regiment bei Zwickau, wie der Chronist Christian Lehmann berichtet. Im gleichen Jahr nimmt er unter Wilhelm von Lamboy an der Belagerung der Stadt und Veste Coburg teil. 1636 waren die Reiterkompanie in Saalfeld/Saale.
Während des Dreißigjährigen Krieges wurde er 1644 auf kursächsischer Seite Generalleutnant.

### Opposition gegen Friedrich Wilhelm
Nach seiner militärischen Laufbahn kehrte er auf seine Familiengüter zurück und wurde zu einer der führenden Person der Opposition gegen den Kurfürsten von Brandenburg Friedrich Wilhelm. Er war gemeinsam mit seinem Sohn Christian Ludwig von Kalckstein Wortführer der preußischen Stände, welche die gleichen Freiheiten vom Kurfürsten forderte, wie sie schon dem Adel in Polen zugesprochen worden waren. Ab Anfang 1661 führte er den ständischen Widerstand in Königsberg gemeinsam mit dem Vorsitzenden der Stadtschöffen Hieronymus Roth. Im Mai 1661 erfolgten ergebnislos Verhandlungen mit dem preußischen Gesandten Minister Otto von Schwerin. In Glauben an einer Unterstützung der polnischen Regierung wurde weiterhin die Anerkennung der preußischen Souveränität verweigert. Trotz der Huldigung der preußischen Stände im Oktober 1663 ging die Opposition gegen den Kurfürsten weiter. Sein Sohn führte die unnachgiebige Opposition bis zum eigenen Tod weiter.
Albrecht von Kalckstein war Starost von Oletzko und königlich polnischer Kammerherr. Er war Erbherr von Knauten, Wogau, Schultitten, Mühlhausen, Oegeln (bei Gubin), Graventhien und Otten.

### Familie
Kalckstein war mit Mariana von Wiedebach (1610–1653) verheiratet. Er starb in seinem Gutshaus in Knauten und wurde bei seiner Familie in der Kirche von Mühlhausen begraben. Ihre Kinder waren:
- Christian Ludwig
- Christoph Albrecht (Vater von Christoph Wilhelm)